# Ein Bokek
Ein Bokek (în ebraică: עין בוקק) este un district stațiune de pe malul israelian de la Marea Moartă și hotel, lângă Neve Zohar. Este sub jurisdicția Consiliului Regional Tamar.

## Istorie
Descoperirile arheologice de la Ein Bokek includ ruinele "Metzad Bokek", o mică cetate romană, drumul principal, și ruinele unei vechi fabrici de parfum și medicamente, parțial reconstruită. Bokek Stream, al cărui nume l-a primit districtul, este un defileu canion, cu izvoare de apă, faună și floră unică.

## Geografia
Ein Bokek este localitatea aflată la cea mai joasă altitudine: aproximativ 360 m sub nivelul mării .
Izvoarele fierbinți Zohar (în ebraică: חמי זוהר‎, Hamei Zohar) sunt situate la trei kilometri în sud de Ein Bokek. Bogată în sulf, apa este considerată a fi deosebit de benefică în tratamentul afecțiunilor musculare, boli ale articulațiilor și alergii.

## Galerie de imagini

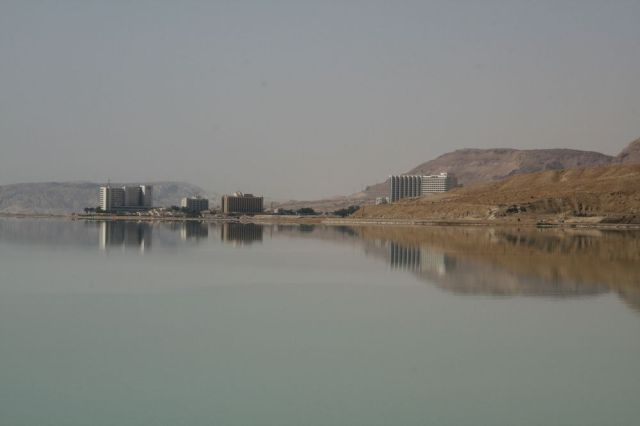
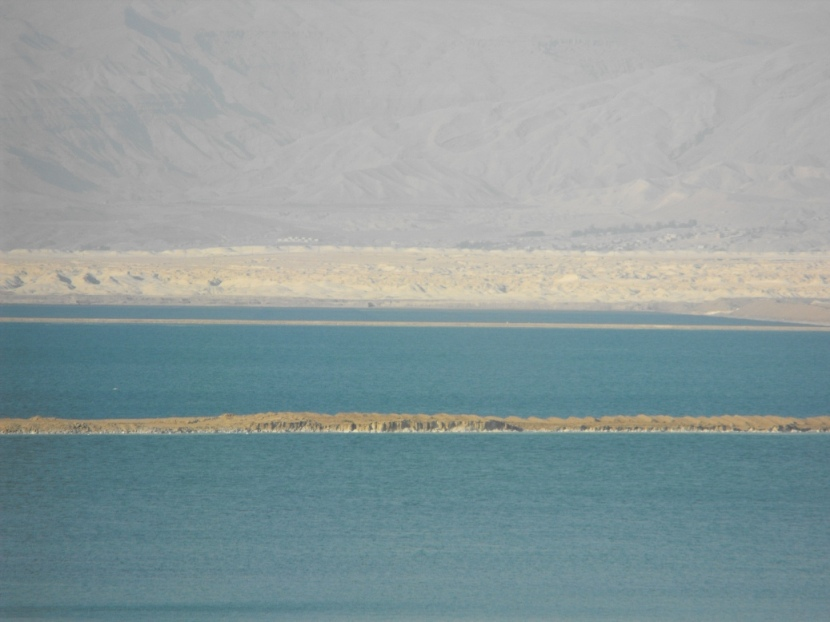
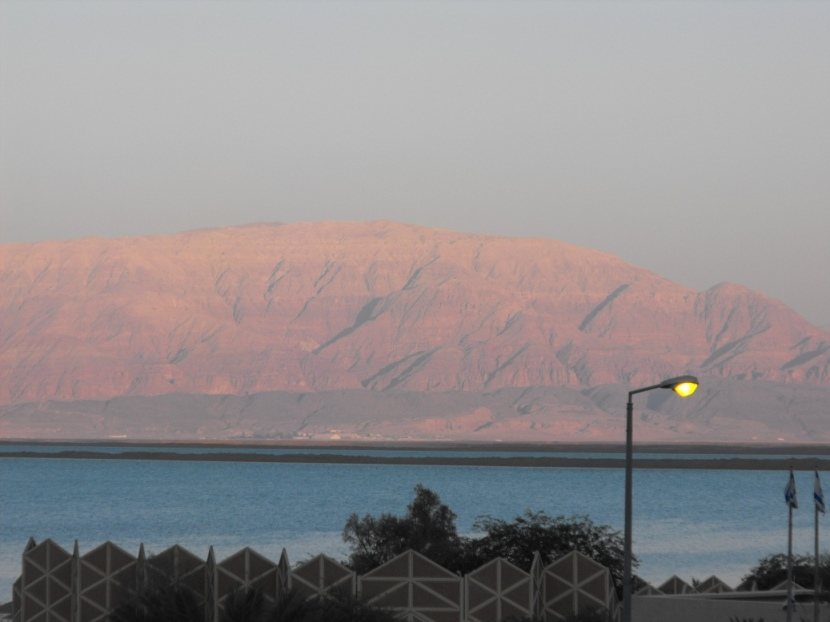
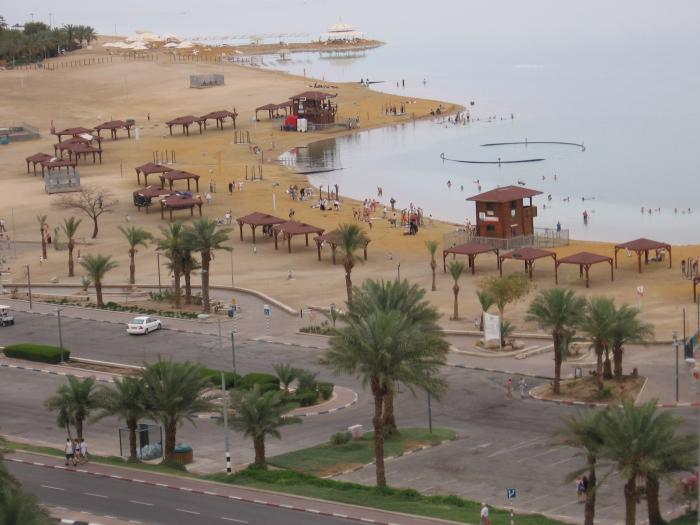